# Driopteron cristatum
Driopteron cristatum är en stekelart som beskrevs av Christer Hansson 2004. Driopteron cristatum ingår i släktet Driopteron och familjen finglanssteklar.
Artens utbredningsområde är:
- Costa Rica.
- Ecuador.
- Peru.

Inga underarter finns listade i Catalogue of Life.